# А114 (автодорога)
А114 — российская автодорога Вологда — Новая Ладога, протяжённостью около 530 км. Проходит по территории Вологодской (331 км) и Ленинградской (200 км) областей.

## Маршрут
| Кило- метраж | Точка маршрута | Населённые пункты, указатели              | Координаты точки                |
| ------------ | -------------- | ----------------------------------------- | ------------------------------- |
| 0            |                | ВОЛОГДА М8 АРХАНГЕЛЬСК 765 ЯРОСЛАВЛЬ 196  | 59°11′13″ с. ш. 39°51′09″ в. д. |
| 14           |                | ДИКАЯ                                     | 59°20′22″ с. ш. 39°59′59″ в. д. |
| 25           |                | СОКОЛЬНИКОВО                              | 59°10′05″ с. ш. 39°27′20″ в. д. |
| 52           |                | НЕСТЕРОВО                                 | 59°07′07″ с. ш. 39°00′00″ в. д. |
| 76           |                | ШЕКСНА                                    | 59°12′33″ с. ш. 38°31′52″ в. д. |
| 77           |                | р.ШЕКСНА                                  | 59°12′46″ с. ш. 38°29′42″ в. д. |
| 109          |                | БЕЛОЗЕРСК 94 Р6 КИРИЛЛОВ 79               | 59°16′35″ с. ш. 38°00′00″ в. д. |
| 117          |                | ЧЕРЕПОВЕЦ 6                               | 59°12′41″ с. ш. 37°56′01″ в. д. |
| 132          |                | ЧЕРЕПОВЕЦ 17                              | 59°11′37″ с. ш. 37°40′51″ в. д. |
| 146          |                | КАДУЙ 18                                  | 59°09′54″ с. ш. 37°27′19″ в. д. |
| 215          |                | ЛЕНТЬЕВО 1 БАБАЕВО 69                     | 58°58′25″ с. ш. 36°35′55″ в. д. |
| 221          |                | УСТЮЖНА 15                                | 58°57′19″ с. ш. 36°30′47″ в. д. |
| 301          |                | ЧАГОДА 9                                  | 59°06′30″ с. ш. 35°14′36″ в. д. |
| 301          |                | САЗОНОВО                                  | 59°06′30″ с. ш. 35°14′36″ в. д. |
| 301          |                | р.ЧАГОДОЩА                                | 59°06′30″ с. ш. 35°14′36″ в. д. |
| 330          |                | ВОЛОГОДСКАЯ ОБЛАСТЬ ЛЕНИНГРАДСКАЯ ОБЛАСТЬ | 59°15′05″ с. ш. 35°01′45″ в. д. |
| 350          |                | СОМИНО                                    | 59°20′40″ с. ш. 34°51′36″ в. д. |
| 365          |                | ЗАГОЛОДНО ЕФИМОВСКИЙ 5                    | 59°26′57″ с. ш. 34°38′32″ в. д. |
| 374          |                | ЧУДЦЫ                                     | 59°29′16″ с. ш. 34°20′19″ в. д. |
| 387          |                | ПИКАЛЕВО 5                                | 59°30′01″ с. ш. 34°15′08″ в. д. |
| 416          |                | ПИКАЛЕВО 10                               | 59°34′12″ с. ш. 33°59′35″ в. д. |
|              |                | БОКСИТОГОРСК 15                           |                                 |
|              |                | ДЫМИ                                      |                                 |
|              |                | БОКСИТОГОРСК 12                           |                                 |
|              |                | АСТРАЧИ                                   |                                 |
| 430          |                | ТИХВИН 5                                  | 59°38′29″ с. ш. 33°36′48″ в. д. |
| 440          |                | ТИХВИН 5 БУДОГОЩЬ 92ЛОДЕЙНОЕ ПОЛЕ 155Р36  | 59°41′07″ с. ш. 33°29′25″ в. д. |
| 445          |                | ТИХВИН 5                                  | 59°40′57″ с. ш. 33°23′11″ в. д. |
| 450          |                | УСТЬ-ШОМУШКА                              | 59°41′26″ с. ш. 33°19′20″ в. д. |
| 515          |                | КОЛЧАНОВО                                 | 60°02′17″ с. ш. 32°35′45″ в. д. |
| 515          |                | р.СЯСЬ                                    | 60°02′10″ с. ш. 32°35′15″ в. д. |
|              |                | ВОЛХОВ 15                                 |                                 |
| 531          |                | ИССАД                                     | 60°03′57″ с. ш. 32°20′54″ в. д. |
| 531          |                | Р21 САНКТ-ПЕТЕРБУРГ 122 МУРМАНСК 1278     | 60°04′28″ с. ш. 32°20′12″ в. д. |

## Крупные населённые пункты
Вологда, Череповец (6 км от трассы), Устюжна (15 км от трассы), Шексна, Кадуй (17 км от трассы), Сазоново, Чагода, Пикалёво (по объездной дороге длиной 20 км), Тихвин (обходит тихвинская объездная, есть три съезда), Бокситогорск (12 км от трассы).

## История
Современная автодорога А114 проходит почти по трассе старой шоссейной дороги.
Изначально дорога соединяла монастыри в Новой Ладоге, Тихвине и Дыми. Дорога была проложена для посещения царскими особами этих монастырей. Далее дорога шла через Устюжну в Мологу. Современный вид дорога приняла в 1970-е годы.
Со стороны Вологды тракт шёл по трассе нынешней улицы Преображенского, после пересечения нынешнего Окружного шоссе шёл чуть севернее современной трассы А114 через центральную улицу деревни Ватланово.
Во время Великой Отечественной войны часть трассы была оккупирована. Фронт пересекал трассу в районе деревни Астрачи. 5 декабря 1941 года начались решающие бои за Тихвин. В результате Тихвинской наступательной операции немецкие войска были отброшены за реку Волхов.
2 июня 2009 года около половины девятого утра 250-300 жителей Пикалёва, протестующих против закрытия градообразующих предприятий, перекрыли въезд в город, блокировав движение транспорта по трассе. В результате образовалась гигантская пробка длиной в 438 км. С одной стороны затор достигал Волхова, с другой — Череповца. Митингующие начали расходиться в 15:00, а к вечеру движение по трассе было восстановлено.

## Реконструкция трассы
В 2011 году было проведено расширение трассы до трёх полос в каждом направлении в черте Вологды от перекрёстка с Окружным шоссе, улицами Панкратова и Преображенского, вместо которого летом 2012 года была построена кольцевая развязка, до поста ДПС около объездной дороги.
В 2016 году проведено расширение трассы до двух полос в каждом направлении от поворота на Череповецкий аэропорт до развязки на Череповец.
На конец 2023 года продолжалось расширение 119 км участка дороги Вологда — Череповец до 4-х полос. Расширены участок Череповец — Шексна и участок при выезде из Вологды со строительством необходимой инфраструктуры. Всего 43 км. Работы планировалось продолжить в 2024—2025 годах.